# Cynosurus cristatus
Cynosurus cristatus là một loài thực vật có hoa trong họ Hòa thảo. Loài này được L. mô tả khoa học đầu tiên năm 1753.

## Hình ảnh

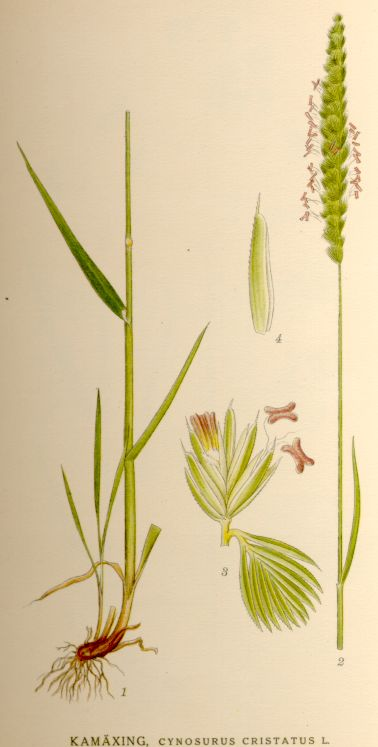
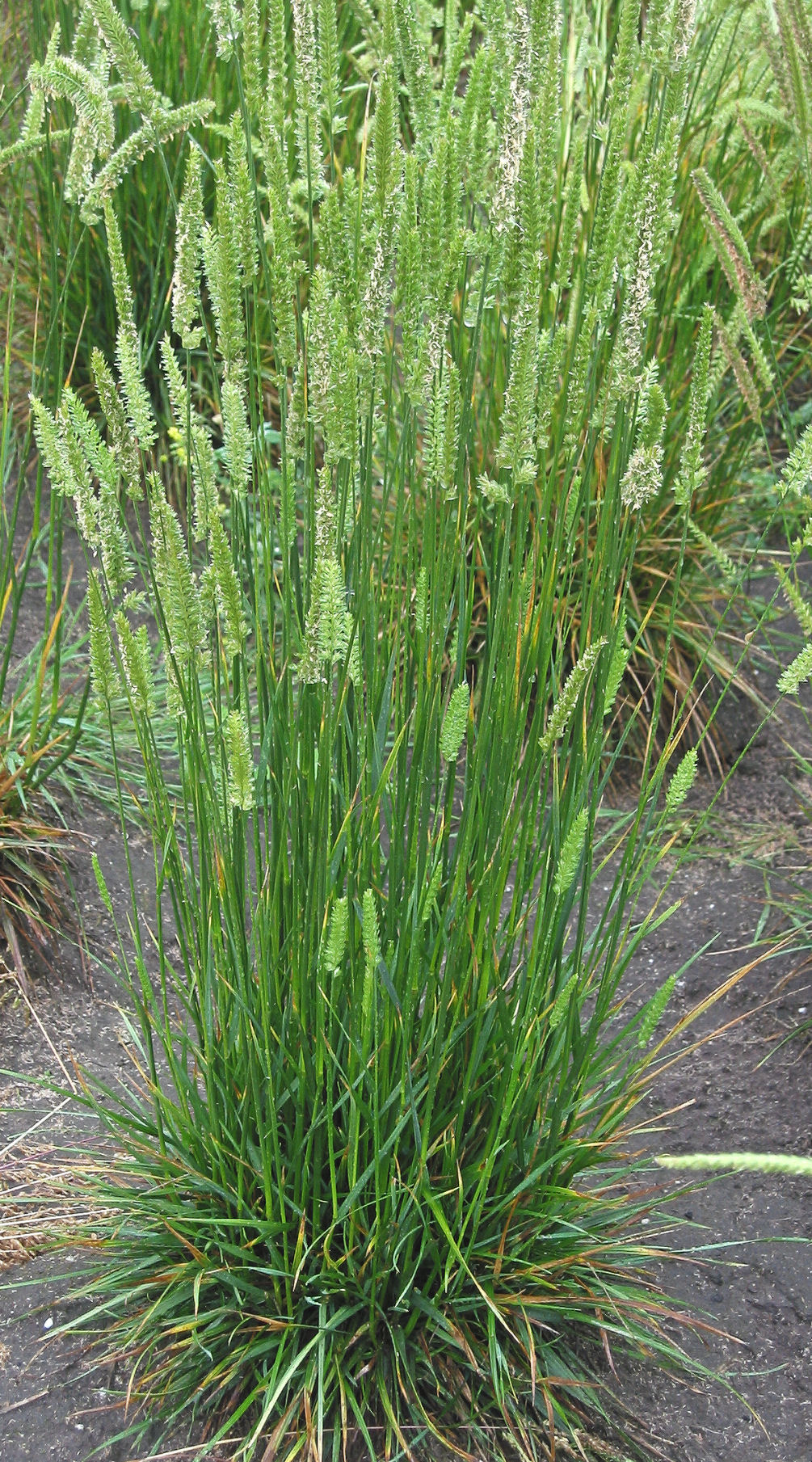
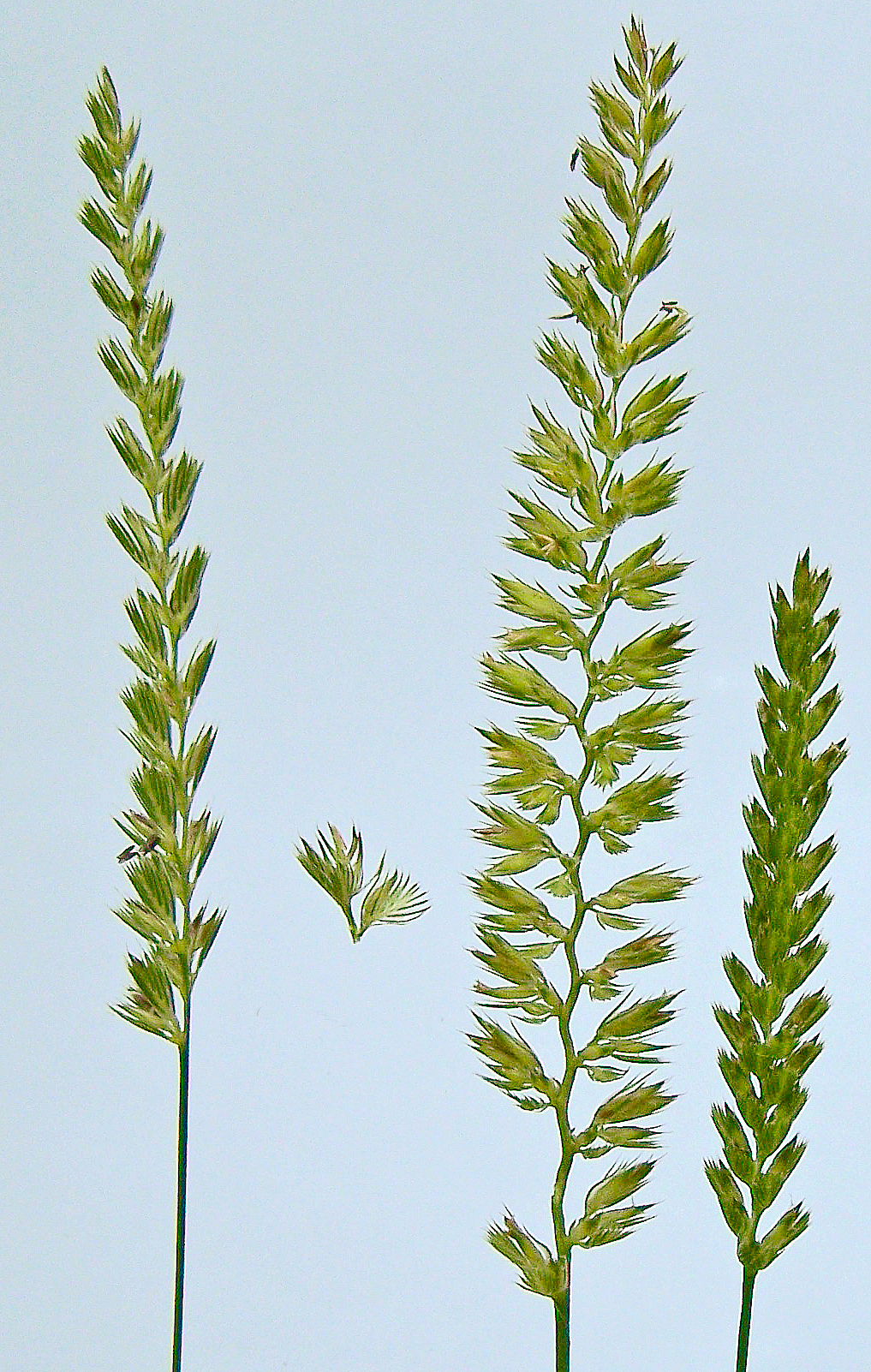
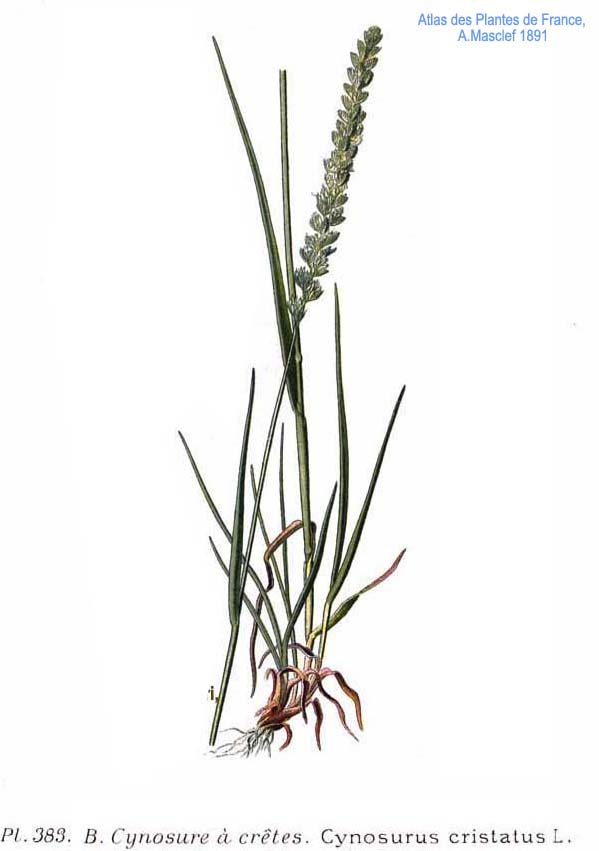
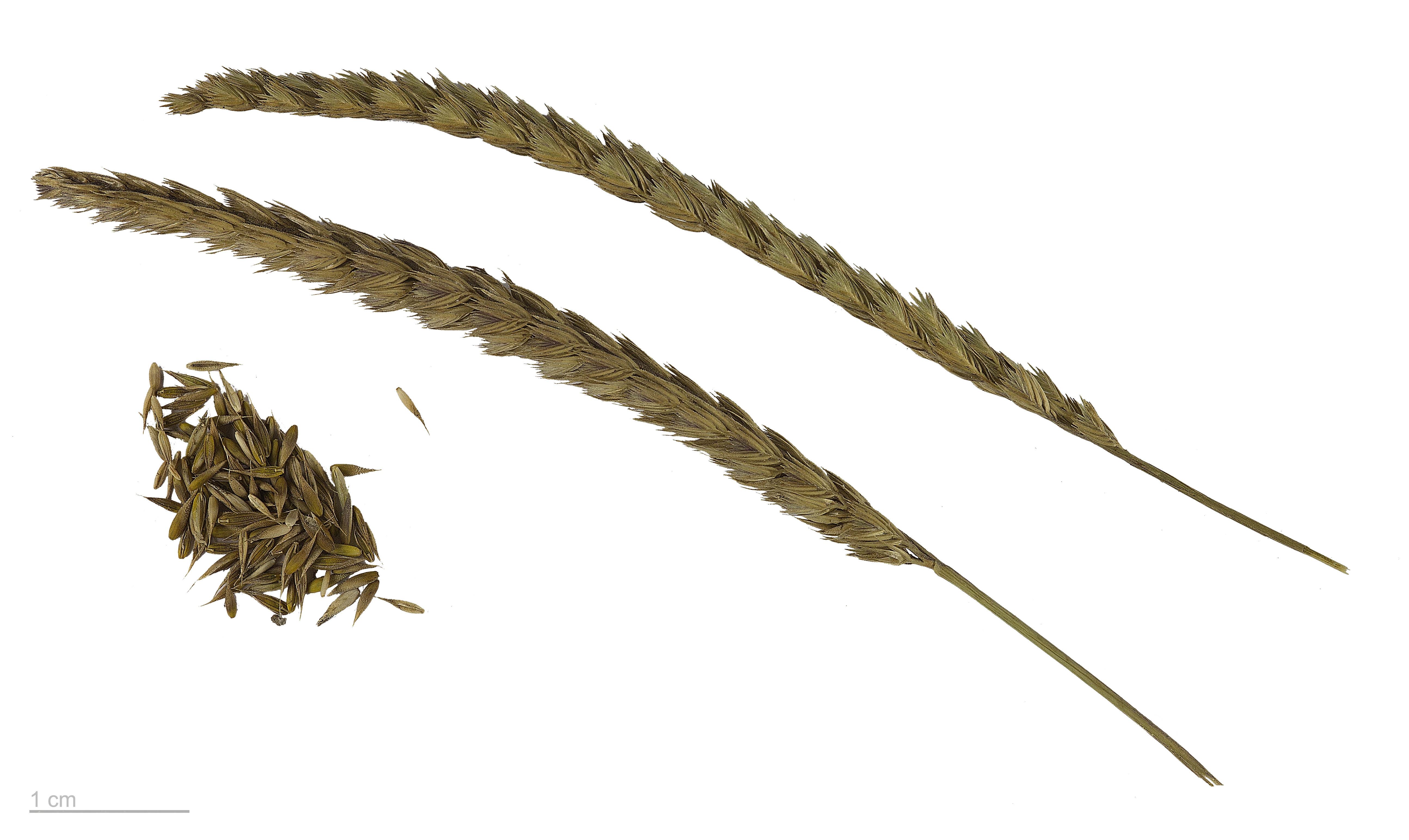
Cynosurus cristatus - Museum specimen